# Wolfsfurter Mühlen
Die Wolfsfurter Mühlen waren Wassermühlen an der  Wurm in der Stadt Würselen in der nordrhein-westfälischen Städteregion Aachen im Regierungsbezirk Köln.

## Geographie
Die Wolfsfurter Mühlen hatten ihre Standorte an der Wurm, an der Wolfsfurt 2, in der Stadt Würselen. Die Mühlengebäude lagen auf einer Höhe von ca. 148 m über NN. Oberhalb der Wolfsfurter Mühle befinden sich die Hochbrücker Mühlen, unterhalb stehen die Gebäude der Adamsmühle.

## Gewässer
Die Wurm versorgte auf einer Flusslänge von 53 km zahlreiche Mühlen mit Wasser. Die Quelle der Wurm liegt südlich von Aachen bei 265 m über NN, die Mündung in die Rur ist bei der Ortschaft Kempen in der Stadt Heinsberg bei 32 m über NN. 

## Geschichte
Die erste Erwähnung der Mühlen stammt aus dem Jahre 1200, als ein Priester Wichmann die Hälfte seines Anteils an der Wolvesmolen an die Kirche verschenkte. 1622 ist bei einer neuerlichen Eigentumsübertragung von nunmehr drei Mühlen an der Wolfsfurt die Rede, von denen eine am westlichen Ufer lag und eine weitere Mühle verfallen war. Die Mühle auf der östlichen Seite war wohl die älteste und von alters her zunächst eine Getreidemühle gewesen. Alte Verträge weisen 1668 zwei Kupfermühlen und 1719 eine Kupfer- und eine Mahlmühle aus.
1813 wurden die Wolfsfurter Mühlen vom Tuchfabrikanten Wilhelm Kuetgens erworben, der einen Antrieb für die Textilmaschinen benötigte. Beim Kaisertreffen im Jahre 1818 in Aachen wurde die Fabrik von Franz I. Kaiser von Österreich besichtigt. Die Fabrik arbeitete bis 1830 und wurde dann geschlossen. Teile der Gebäude dienen heute als Wohnzwecke.
Eine dritte Mühle, die schon 1673 untergegangen ist, war vermutlich die Clotzer Mühle, die ebenfalls zum Wolfsfurter Mühlenverband gehörte.

## Galerie

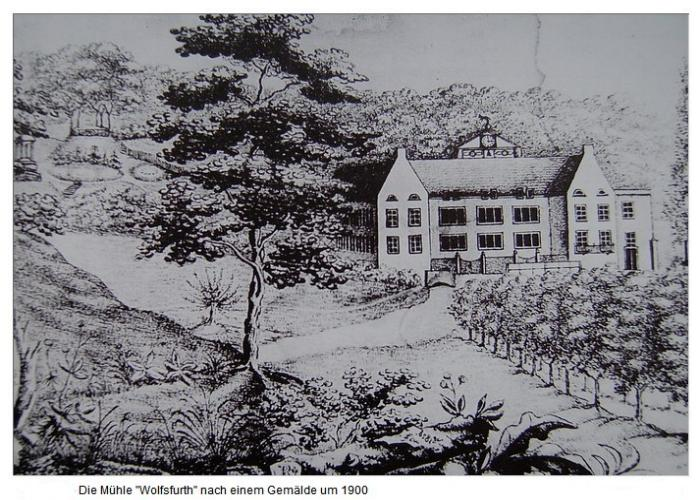
Die Mühle Wolfsfurt nach einem Gemälde um 1900
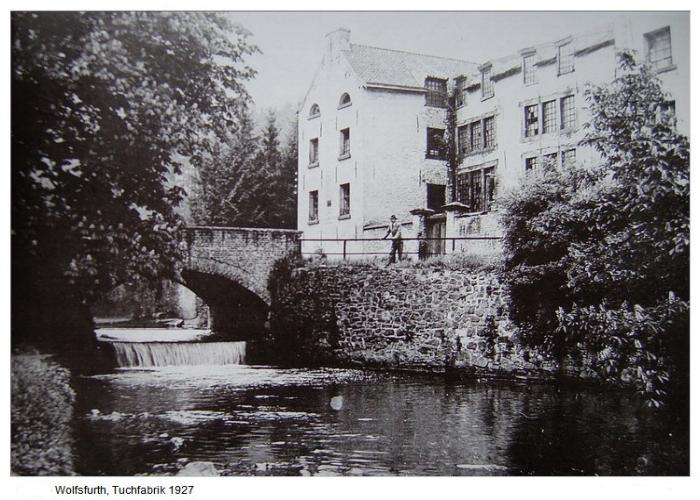
Tuchfabrik im Jahre 1927 in Wolfsfurt
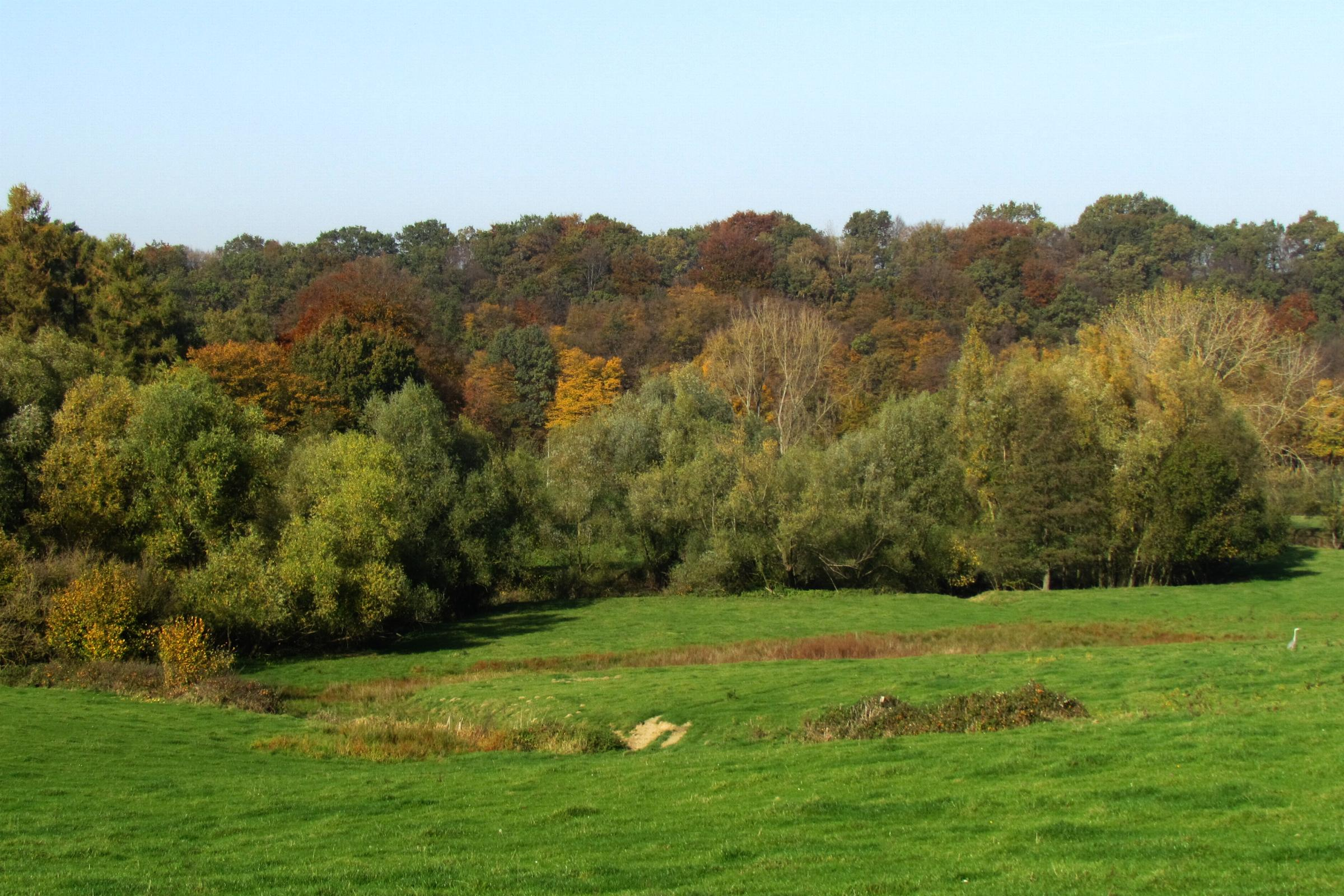
Das Wurmtal an der Wolfsfurter Mühle
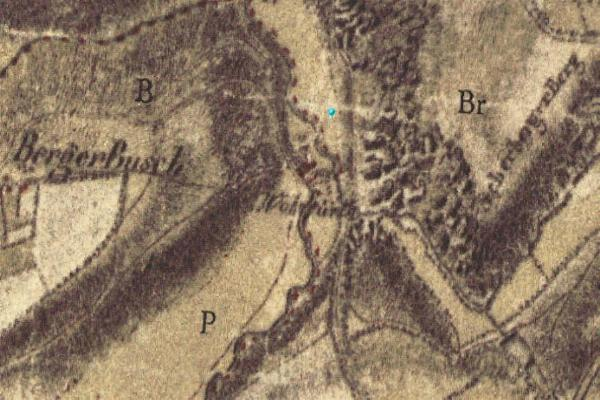
Wolffurter Mühle auf der Tranchotkarte 1805/07
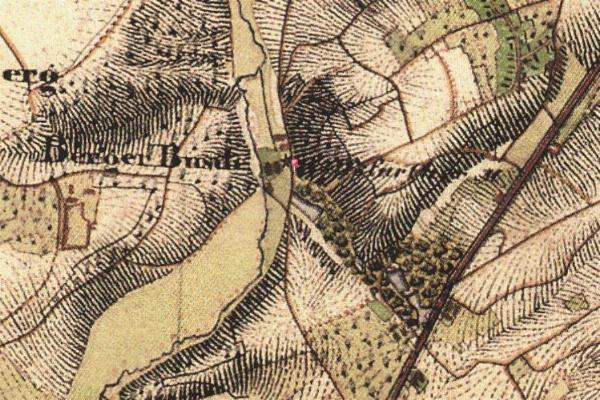
Wolfsfurter Mühle auf der Uraufnahme 1846
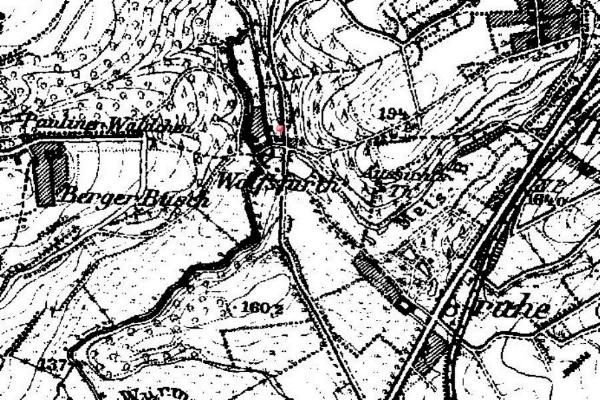
Wolfsfurter Mühle auf der Neuaufnahme von 1892

→ Siehe auch Liste der Mühlen an der Wurm